# Johan Fredrik Berwald

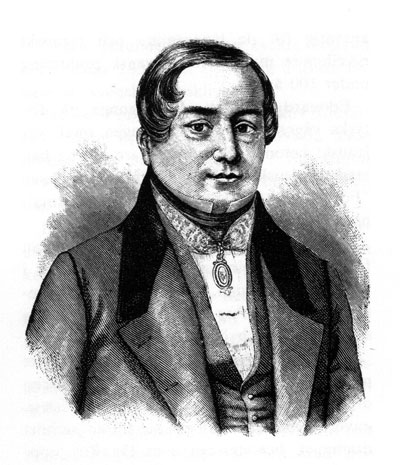
Johan Fredik Berwald

Johan Fredrik Berwald (* 4. Dezember 1787 in Stockholm; † 26. August 1861 ebenda) war ein schwedischer Komponist.

## Leben
Neben seinem Cousin Franz Berwald gilt er als bedeutendster Komponist aus der Familie Berwald, die über mehrere Generationen Musiker und Komponisten hervorbrachte. Er lebte als reisender Violinvirtuose. Von 1803 bis 1812 wirkte er in Sankt Petersburg, zuletzt als Konzertmeister der Kaiserlichen Hofkapelle. Ab 1815 war er Konzertmeister und ab 1823 Hofkapellmeister in Stockholm.
Er komponierte Operetten und Vaudevilles, Streichquartette und Violinkonzerte, ein Streichquintett, Orchesterwerke, Violinsonaten, Kantaten und Romanzen.

## Werke
- L’Héroine de l’amour filial, Operette (Uraufführung 1811 in Petersburg)
- Nya garnisonen, Vaudeville (Uraufführung am 8. April 1831 in Stockholm),
- Felsheims hussar, Vaudeville in 3 Akten (Uraufführung am 10. Februar 1832 in Stockholm)
- National-Divertissement 1 Akt (Uraufführung am 6. Februar 1843 in Stockholm)
- En majdag i Wärend (Ein Maitag in Wärend), Singspiel 1 Akt (Uraufführung am 11. Mai 1843 in Stockholm)
- Läkaren (Der Arzt), Schauspiel mit Gesang in 4 Akten (Text von August Blanche)